# آن ماري جونسون
آن ماري جونسون (بالإنجليزية: Anne-Marie Johnson)‏ هي ممثلة أمريكية، ولدت في 18 يوليو 1960 بلوس أنجلوس في الولايات المتحدة. بدأت مشوارها المهني سنة 1976.

## أعمال

### مسلسلات
- آلي مكبيل
- الحياة السرية لمراهقة أمريكية
- الكاذبات الصغيرات الجميلات
- الملفات الغامضة
- تشريح غراي
- جاغ
- دارما وغريغ
- كاسل

## وصلات خارجية
- آن ماري جونسون على موقع IMDb (الإنجليزية)
- آن ماري جونسون على موقع ألو سيني (الفرنسية)
- آن ماري جونسون على موقع أول موفي (الإنجليزية)
- آن ماري جونسون على موقع قاعدة بيانات الأفلام السويدية (السويدية)
- آن ماري جونسون على موقع إن إن دي بي (الإنجليزية)
- آن ماري جونسون على موقع قاعدة بيانات الفيلم (الإنجليزية)
- آن ماري جونسون على موقع كينوبويسك (الروسية)